# Betty Grable
Betty Grable, egentlig Elizabeth Ruth Grable, (født 18. december 1916 i St. Louis, Missouri, USA, død 2. juli 1973 i Santa Monica, Californien, USA) var en amerikansk skuespillerinde, sangerinde, danserinde og sexsymbol. Hun var en af de mest populære pinuppiger under 2. verdenskrig, specielt efter et billede hvor hun er fotograferet bagfra iført en badedragt. Billedet blev inkluderet i bogen 100 Photographs that Changed the World.
Grable døde 56 år gammel af lungekræft.

## Barndom
Elizabeth Ruth Grable blev født 18. december 1916 i St. Louis i Missouri som datter af John Conn Grable og Lillian Rose Hofmann. Hun var den yngste af tre søskende. De fleste af hendes forfædre var amerikanske, men hun havde også hollandske, irske, tyske og engelske fjerne slægtninge.

## Karriere
Grable blev opfordret af moderen til at begynde en skuespillerkarriere. Hun havde sin filmdebut som korpige i Happy Days fra 1929. Hun var på dette tidspunkt 12 år gammel og ifølge loven for ung til at være med. Hendes alder var imidlertid vanskelig at fastslå eftersom hele koret var sminket som blackface. Ikke længe efter at hun havde spillet i denne film sørgede hendes mor for at hun fik bleget håret. Hun brugte falsk legitimation for at få filmkontrakt, men da bedrageriet blev opdaget, blev hun fyret. Hun spillede mindre roller i en række film gennem hele 1930'erne, blandt andet i Continental fra 1934, hvor hun spillede mod Fred Astaire og Ginger Rogers. I 1937 giftede hun sig med Jackie Coogan som hun spillede sammen med i Million Dollar Legs i 1939. Året efter blev ægteparret skilt. 
Grable havde succes med Broadway-musicalen Du Barry Was a Lady i 1939, og året efter fik hun kontrakt med 20th Century Fox. Hun spillede i en række farvefilm for filmselskabet i løbet af 1940'erne, inkluderet Hallo Argentina! (1940), Tre piger på viften (1941), Coney Island (1943), Pin Up Girl (1944), Dolly Sisters (1945), Mother Wore Tights (1947), Damen i hermelin (1948), When My Baby Smiles at Me (1948). I 1943 poserede hun på et pinupbillede for fotografen Frank Powolny, hvor hun blev fotograferet bagfra iført en badedragt. Billedet bidrog til at hun blev en af de mest populære pinuppiger under 2. verdenskrig, og blev senere inkluderet i bogen 100 Photographs that Changed the World. I slutningen af 1940'erne tjente Grable 300.000 dollar om året, og var den højest betalte skuespillerinde i Hollywood.
Hendes karriere fortsatte i begyndelsen af 1950'erne og hun blev vurderet i rollen som Lorelei Lee i Gentlemen foretrækker blondiner i 1952. Den gik i sidste ende til 20th Century Fox' nyeste blonde stjerne, Marilyn Monroe. Grable og Monroe spillede sammen i Tre piger søger en millionær i 1953 og kom godt overens med hinanden. I 1955 spillede Grable i sine to sidste film, Tre er en for mange og How to Be Very, Very Popular.
Efter at være stoppet i filmindustrien fokuserede Grable i stedet på tv- og teateroptrædener, og var aktiv frem til sin død i 1973.

## Privatliv
Den 20. november 1937 giftede Grable sig med den tidligere barneskuespiller Jackie Coogan, men blev skilt efter tre år. Den 5. juli 1943 giftede hun sig med trompetisten og bigband-lederen Harry James. Ægteparret fik døtrene Victoria og Jessica, men blev skilt i 1965.
Grable døde 2. juli 1973 i Santa Monica i Californien af lungekræft. Hun blev begravet i familiegraven på Inglewood Park Cemetery tre dage senere, med blandt andre Dorothy Lamour, Shirley Booth, Mitzi Gaynor, Johnnie Ray, Cesar Romero, George Raft, Alice Faye, Dan Dailey og ægtemanden Harry James tilstede.